# 1956 în film
- 1955 în cinematografie — 1956 în cinematografie — 1957 în cinematografie

## Filmele cu cele mai mari încasări
Filmele cu cele mai mari încasări din 1956 în SUA:
| #   | Titlu                            | Actori                                                                                                  | Studio           | Încasări    |
| --- | -------------------------------- | --- | ---------------- | ----------- |
| 1.  | The Ten Commandments             | Charlton Heston, Yul Brynner, Anne Baxter, Edward G. Robinson, Yvonne De Carlo, Debra Paget, John Derek | Paramount        | $43,000,000 |
| 2.  | Around the World in 80 Days      | David Niven, Cantinflas, Shirley MacLaine                                                               | United Artists   | $23,120,000 |
| 3.  | Giant                            | Rock Hudson, Elizabeth Taylor, James Dean                                                               | Warner Bros.     | $14,000,000 |
| 4.  | War and Peace                    | Audrey Hepburn, Henry Fonda                                                                             | Paramount        | $12,500,000 |
| 5.  | The King and I                   | Deborah Kerr, Yul Brynner                                                                               | 20th Century Fox | $9,000,000  |
| 6.  | The Searchers                    | John Wayne, Jeffrey Hunter                                                                              | Warner Bros.     | $8,500,000  |
| 7.  | Bus Stop                         | Marilyn Monroe, Don Murray                                                                              | 20th Century Fox | $7,269,000  |
| 8.  | The Girl Can't Help It           | Jayne Mansfield, Tom Ewell                                                                              | 20th Century Fox | $6,250,000  |
| 9.  | High Society                     | Bing Crosby, Grace Kelly, Frank Sinatra, Celeste Holm                                                   | MGM              | $5,878,000  |
| 10. | Written on the Wind              | Rock Hudson, Lauren Bacall, Robert Stack, Dorothy Malone                                                | Universal        | $5,712,000  |
| 11. | Julie                            | Doris Day                                                                                               | MGM              | $4,500,000  |
| 12. | The Eddy Duchin Story            | Tyrone Power, Kim Novak                                                                                 | Columbia         | $4,396,000  |
| 13. | The Lieutenant Wore Skirts       | Tom Ewell, Sheree North                                                                                 | 20th Century Fox | $4,390,000  |
| 14. | Baby Doll                        | Carroll Baker, Karl Malden                                                                              | Warner Bros.     | $4,285,000  |
| 15. | Zarak                            | Victor Mature, Michael Wilding, Anita Ekberg                                                            | Columbia         | $4,252,000  |
| 16. | Love Me Tender                   | Elvis Presley, Debra Paget                                                                              | 20th Century Fox | $4,225,000  |
| 17. | Between Heaven and Hell          | Robert Wagner, Buddy Ebsen, Broderick Crawford, Terry Moore                                             | 20th Century Fox | $4,200,000  |
| 18. | The Man Who Knew Too Much        | James Stewart, Doris Day                                                                                | Paramount        | $4,153,000  |
| 19. | The Best Things in Life Are Free | Gordon MacRae, Dan Dailey, Ernest Borgnine, Sheree North                                                | 20th Century Fox | $4,129,000  |
| 20. | Star in the Dust                 | John Agar, Richard Boone, Mamie Van Doren                                                               | Universal        | $4,122,000  |

(*) După relansarea cinematografică

## Premii

### Oscar
- Cel mai bun film:
- Cel mai bun regizor:
- Cel mai bun actor:
- Cea mai bună actriță:
- Cel mai bun film străin:

Articol detaliat: Oscar 1956

### BAFTA
- Cel mai bun film:
- Cel mai bun actor:
- Cea mai bună actriță:
- Cel mai bun film străin: